# Mùa xuân Praha
Mùa xuân Praha (tiếng Séc: Pražské jaro, tiếng Slovak: Pražská jar) là một giai đoạn phi Xô Viết (tự do hóa) nền chính trị tại Tiệp Khắc trong thời kỳ nước này chịu ảnh hưởng từ Liên bang Xô viết sau cuộc Chiến tranh thế giới lần thứ hai. Nó bắt đầu ngày 5 tháng 1 năm 1968, khi nhà cải cách người Slovak Alexander Dubček lên nắm quyền lực, và kéo dài tới ngày 21 tháng 8 khi Liên Xô và các thành viên Khối hiệp ước Warszawa đồng minh tấn công nước này để ngăn cản các cuộc cải cách.
Các cuộc cải cách Mùa xuân Praha là một nỗ lực của Dubček nhằm trao thêm quyền cho các công dân trong một hành động nhằm phi tập trung đảng phái nền kinh tế và dân chủ hoá. Các quyền tự do được trao gồm nới lỏng các hạn chế với truyền thông, ngôn luận và đi lại. Dubček cũng liên bang hoá đất nước thành hai nhà nước cộng hoà riêng biệt; đây là thay đổi duy nhất còn tồn tại sau khi phong trào Mùa xuân Praha chấm dứt.
Những cuộc cải cách, không được những người Xô viết tiếp nhận, và sau những cuộc đàm phán không thành công, Liên Xô đã gửi hàng nghìn quân của Khối Hiệp ước Warszawa tấn công Tiệp Khắc bằng nhiều xe tăng. Một làn sóng di cư lớn xảy ra trên cả nước. Trong khi nhiều cuộc tuần hành phi bạo lực diễn ra trong nước, gồm cả vụ tự sát để phản đối của một sinh viên, không hề có sự kháng cự quân sự và Tiệp Khắc tiếp tục bị chiếm đóng cho tới năm 1990.
Sau cuộc xâm lược, Tiệp Khắc bước vào một giai đoạn "bình thường hoá": những nhà lãnh đạo sau đó đã tìm cách tái lập các giá trị chính trị và kinh tế từng có trước kia, trước khi Dubček giành được quyền kiểm soát Đảng Cộng sản Tiệp Khắc (KSČ). Gustáv Husák, người thay thế Dubček và cũng trở thành Chủ tịch nước, đã đảo ngược hầu hết các biện pháp cải cách của Dubček. Mùa xuân Praha đã trở nên bất tử trong âm nhạc và văn học như trong tác phẩm của Václav Havel, Karel Husa, Karel Kryl và Milan Kundera với cuốn tiểu thuyết Đời nhẹ khôn kham.

## Bối cảnh
Quá trình Phi Stalin hóa tại Tiệp Khắc đã bắt đầu từ thời cầm quyền của Antonín Novotný hồi cuối những năm 1950 và đầu 1960, nhưng diễn ra chậm hơn so với tại các nước xã hội chủ nghĩa khác thuộc Khối Đông Âu. Sau khi Nikita Khrushchev lên cầm quyền, Novotný tuyên bố đã hoàn thành chủ nghĩa xã hội, và hiến pháp mới, theo đó, đổi tên nước thành Cộng hoà Xã hội chủ nghĩa Tiệp Khắc. Tuy nhiên, tốc độ thay đổi còn chậm chạp; việc hồi phục cho các nạn nhân thời Stalin, như những người bị kết án trong những vụ xét xử Slánský, có thể đã được xem xét ngay từ năm 1963, nhưng mãi đến năm 1967 mới diễn ra. Khi chế độ nới lỏng các quy định, Hội nhà văn Tiệp Khắc bắt đầu thận trọng lên tiếng về sự bất bình, và trên tờ tạp chí của hội, Literární noviny, các thành viên cho rằng văn học phải độc lập với học thuyết của Đảng.
Tháng 6 năm 1967, một phái nhỏ trong Hội nhà văn Séc có thiện cảm với những người xã hội chủ nghĩa cấp tiến, đặc biệt là Ludvík Vaculík, Milan Kundera, Jan Procházka, Antonín Jaroslav Liehm, Pavel Kohout và Ivan Klíma. Vài tháng sau, tại một cuộc họp của đảng, một quyết định cần phải có biện pháp hành chính chống lại các tác giả công khai thể hiện ủng hộ sự cải cách được đưa ra. Bởi chỉ có một phần nhỏ của hội ủng hộ điều này, các thành viên còn lại được tin cậy để kỷ luật những người đồng nghiệp của họ. Quyền kiểm soát với Literární noviny và nhiều nhà xuất bản khác được chuyển cho bộ văn hoá, và thậm chí các thành viên của đảng sau này là những nhà cải cách chính—gồm cả Dubček—tán thành các động thái đó.
Đầu thập niên 1960, Tiệp Khắc, khi ấy có tên chính thức là Cộng hoà Xã hội chủ nghĩa Tiệp Khắc (ČSSR), trải qua một cuộc suy giảm kinh tế. Mô hình công nghiệp hoá của Liên xô bị áp dụng một cách kém cỏi vào Tiệp Khắc. Tiệp Khắc đã công nghiệp hoá từ trước Thế chiến II và mô hình Liên xô chủ yếu chỉ thích hợp với những nền kinh tế kém phát triển. Nỗ lực của Novotný nhằm tái cơ cấu nền kinh tế, mô hình Kinh tế mới năm 1965, cũng thúc đẩy nhu cầu cải cách chính trị.
Tới năm 1967, chủ tịch Antonín Novotný mất sự ủng hộ. Bí thư thứ nhất của Đảng cộng sản Slovakia, Alexander Dubček, và nhà kinh tế Ota Šik lên tiếng phản đối ông tại Ủy ban Trung ương, và Dubček đã mời thủ tướng Liên xô Leonid Brezhnev tới Praha vào tháng 12 năm ấy. Brezhnev ngạc nhiên trước mức độ sự phản đối chống lại Novotný và ủng hộ việc loại bỏ ông khỏi chức lãnh đạo Tiệp Khắc. Nhờ thế Dubček lên thay Novotný trở thành Bí thư thứ nhất ngày 5 tháng 1 năm 1968. Ngày 22 tháng 3 năm 1968, Novotný từ chức chủ tịch và bị thay thế bởi Ludvík Svoboda, người sau này cho phép cuộc cải cách diễn ra.

## Tự do hoá và cải cách
Công chúng Tiệp Khắc không hề biết gì về cuộc đấu tranh chính trị, và những dấu hiệu đầu tiên của sự thay đổi khá ít. Khi thành viên đoàn chủ tịch Đảng Cộng sản Tiệp Khắc (KSČ) Josef Smrkovský được phỏng vấn trong một bài báo của Rudé Právo, với tiêu đề "Điều gì phía trước", ông đã nhấn mạnh rằng việc chỉ định Dubček trong cuộc họp toàn thể vào tháng 1 sẽ nâng cao hơn nữa các mục tiêu của chủ nghĩa xã hội và duy trì vai trò của tầng lớp công nhân trong Đảng Cộng sản.
Nhân kỷ niệm lần thứ 20 của "Tháng 2 thắng lợi", Dubček đã có một bài diễn văn giải thích sự cần thiết phải thay đổi sau thắng lợi của chủ nghĩa xã hội. Ông nhấn mạnh nhu cầu "tăng cường vai trò lãnh đạo của đảng một cách hiệu quả hơn nữa" và thừa nhận rằng, dù có những hối thúc của Klement Gottwald nhằm có quan hệ tốt hơn với xã hội, Đảng quá thường xuyên can thiệp sâu vào các vấn đề nhỏ. Dubček tuyên bố sứ mệnh của đảng là "xây dựng một xã hội xã hội chủ nghĩa tiên tiếp trên những nền tảng kinh tế lành mạnh... một chủ nghĩa xã hội tương thích với các truyền thống dân chủ lịch sử của Tiệp Khắc, tương ứng với kinh nghiệm của các đảng cộng sản khác..."
Tháng 4, Dubček đưa ra một "Chương trình hành động" tự do hoá, gồm tăng tự do cho báo chí, tự do ngôn luận và tự do di chuyển, với sự nhấn mạnh kinh tế trên hàng hoá tiêu dùng và khả năng một chính phủ đa đảng. Chương trình dựa trên quan điểm rằng "Chủ nghĩa xã hội không thể chỉ có nghĩa là giải phóng người lao động khỏi sự thống trị của tầng lớp bóc lột, mà phải tính xa hơn nữa tới một cuộc sống đầy đủ hơn cho cá nhân hơn bất kỳ tại một chế độ dân chủ tư sản nào." Chương trình sẽ giới hạn quyền lực của công an chìm và dự định liên bang hoá ČSSR thành hai nước cộng hoà có vị thế như nhau. Chương trình cũng có đề cập tới chính sách đối ngoại, gồm cả việc duy trì mối quan hệ tốt với các nước phương Tây và hợp tác với Liên xô và các quốc gia cộng sản khác. Chương trình đề cập tới một khả năng về một quá trình chuyển tiếp mười năm sang các cuộc bầu cử dân chủ và một hình thức chủ nghĩa xã hội dân chủ mới có thể thay thế hình thức hiện tại.
Tuy nhiên, những người soạn thảo Chương trình, đã thận trọng không chỉ trích các hành động của chế độ cộng sản thời hậu chiến, chỉ ra các chính sách mà họ cho là đã lỗi thời và không còn tác dụng. Ví dụ, tình hình ngay sau chiến tranh cần "các biện pháp hành chính tập trung và mệnh lệnh" để chống lại "các tàn tích của giới tư sản." Bởi "các tầng lớp đối kháng" được cho là đã bị đánh bại với sự thành công của chủ nghĩa xã hội, những biện pháp đó không còn cần thiết nữa. Cải cách là cần thiết, Chương trình viết, để nền kinh tế Tiệp Khắc gia nhập "cuộc cách mạng khoa học kỹ thuật trên thế giới" chứ không phải dựa vào nền công nghiệp nặng, nhân lực, và vật liệu thô như thời Stalin. Hơn nữa, bởi cuộc xung đột trong nội bộ giai cấp đã không còn nữa, những người công nhân hiện đã có thể hoàn toàn được tưởng thưởng cho chất lượng công việc và khả năng của mình mà không hề trái ngược với Chủ nghĩa Mác-Lenin. Chương trình cho rằng đó là thời điểm cần thiết để việc đảm nhận vị trí quan trọng phải được thực hiện bởi "các chuyên gia có khả năng, được giáo dục xã hội chủ nghĩa" nhằm cạnh tranh với chủ nghĩa tư bản.
Dù Chương trình hành động cho rằng cải cách phải được tiến hành dưới sự lãnh đạo của Đảng Cộng sản Tiệp Khắc, áp lực của dân chúng lên cao đòi thực hiện cải cách ngay lập tức. Các thành viên cấp tiến trở nên to mồm hơn: những cuộc bút chiến chống Liên xô xuất hiện trên báo chí (sau khi chính thức bãi bỏ kiểm duyệt ngày 26 tháng 6 năm 1968), Những người Dân chủ Xã hội bắt đầu thành lập một đảng riêng biệt, và những câu lạc bộ chính trị mới phi đảng phái được lập ra. Những người thân Liên Xô trong đảng hối thúc các biện pháp trấn áp, nhưng Dubček không có hành động thái quá và tái nhấn mạnh sự lãnh đạo của Đảng Cộng sản. Tại cuộc họp của Đoàn chủ tịch Đảng Cộng sản Tiệp Khắc vào tháng 4, Dubček thông báo một chương trình chính trị "chủ nghĩa xã hội với khuôn mặt người". Tháng 5, ông thông báo rằng Đại hội Đảng lần thứ 14 sẽ được nhóm họp một phiên sớm vào ngày 9 tháng 9. Đại hội sẽ đưa Chương trình hành động vào trong các nghị quyết của đảng, phác thảo một luận liên bang, và bầu ra một Ủy ban Trung ương mới.
Các cuộc cải cách của Dubček đảm bảo quyền tự do của báo chí, và những lời bình luận chính trị lần đầu tiên được cho phép xuất hiện trên truyền thông chính thống. Ở thời điểm phong trào Mùa xuân Praha, xuất khẩu của Tiệp Khắc đang suy giảm tính cạnh tranh, và những biện pháp cải cách của Dubček nhằm giải quyết vấn đề này bằng cách pha trộn kinh tế kế hoạch với kinh tế thị trường. Bên trong đảng, có những ý kiến về việc Kế hoạch phải diễn ra như thế nào; một số nhà kinh tế muốn có một nền kinh tế hỗn hợp mạnh hơn nữa trong khi những người khác muốn nền kinh tế tiếp tục hầu hết là chủ nghĩa xã hội. Dubček tiếp tục nhấn mạnh tầm quan trọng của cải cách kinh tế, được tiến hành dưới sự lãnh đạo của Đảng.
Ngày 27 tháng 6 Ludvík Vaculík, một nhà báo và tác gia nổi tiếng, xuất bản một bản tuyên ngôn có tiêu đề Hai ngàn từ. Bản tuyên ngôn thể hiện sự lo ngại về các thành phần bảo thủ bên trong Đảng Cộng sản Tiệp Khắc và cái gọi là các lực lượng "nước ngoài". Vaculík kêu gọi người dân đưa ra sáng kiến trong cách áp dụng chương trình cải cách. Dubček, Chủ tịch đảng, Mặt trận Quốc gia, và nội các bác bỏ bản tuyên ngôn này.

## Phản ứng của Liên Xô

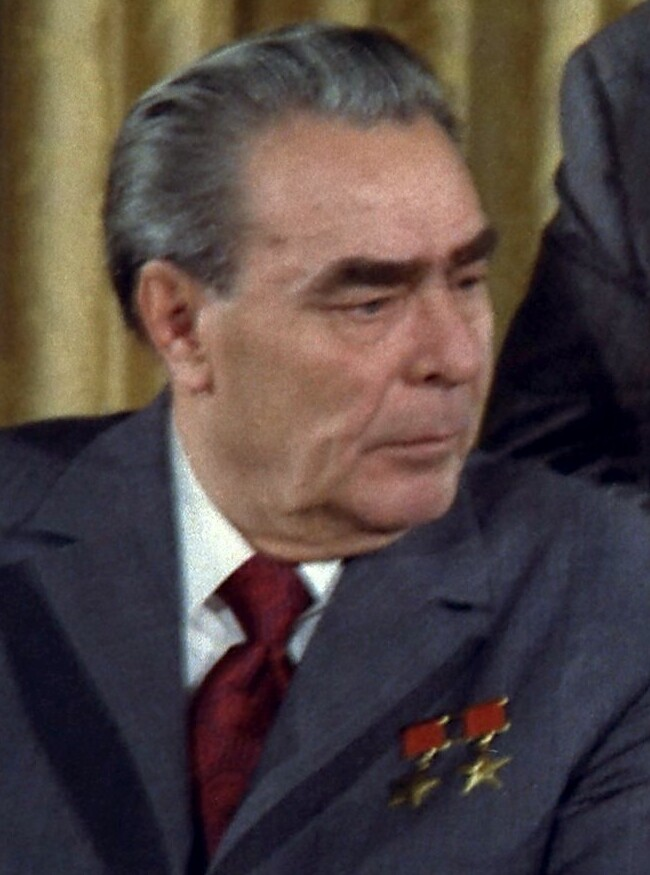
Leonid Brezhnev

Phản ứng ban đầu biên trong khối Cộng sản khá khác biệt. János Kádár, lãnh đạo Hungary nhiệt liệt ủng hộ việc chỉ định Dubček vào tháng 1, nhưng Leonid Brezhnev và những người khác ngày càng lo ngại về những cuộc cải cách của Dubček, mà họ sợ rằng có thể làm suy yếu vị thế của Khối Cộng sản trong thời Chiến tranh Lạnh.
Tại một cuộc họp ngày 23 tháng 3 tại Dresden, các lãnh đạo của nhóm "Warszawa Năm" (Liên Xô, Hungary, Ba Lan, Bulgaria và Đông Đức) đặt câu hỏi với phái đoàn của Tiệp Khắc về các cuộc cải cách, cho rằng bất kỳ cuộc trò chuyện nào về "dân chủ hoá" đều là một lời chỉ trích công khai với các chính sách khác. Władysław Gomułka và Janos Kádár ít lo ngại hơn về các cuộc cải cách so với sự chỉ trích ngày càng tăng của truyền thông Tiệp Khắc, và lo lắng tình hình sẽ "giống như phần mở đầu của cuộc phản cách mạng Hungary". Một số ngôn ngữ trong Chương trình hành động tháng 4 của Đảng Cộng sản Tiệp khắc đã được chọn ra để chứng minh rằng không có hành động phản cách mạng nào được sắp đặt, nhưng Kieran Williams cho rằng có lẽ Dubček ngạc nhiên, nhưng không bực bội về những đề xuất của Liên xô.
Giới lãnh đạo Liên xô tìm cách ngăn chặn hay hạn chế những thay đổi trong Tiệp Khắc thông qua một loạt các cuộc đàm phán. Liên Xô muốn Dubcek sa thải ngay các nhân vật cải cách trong Đảng Cộng sản Tiệp Khắc và phục hồi kiểm duyệt báo chí. Liên bang Xô viết đồng ý các cuộc đàm phán song phương với Tiệp Khắc vào tháng 7 tại Čierna nad Tisou, gần biên giới Slovak-Liên xô. Tại cuộc gặp, Dubček đã bảo vệ chương trình của phái cải cách bên trong Đảng Cộng sản Tiệp Khắc trong khi hứa hẹn trung thành với Khối hiệp ước Warszawa và Comecon. Tuy nhiên, giới lãnh đạo Đảng Cộng sản Tiệp Khắc bị chia rẽ giữa những nhà cải cách nhiệt thành (Josef Smrkovský, Oldřich Černík, and František Kriegel) ủng hộ Dubček, và những người bảo thủ (Vasil Biľak, Drahomír Kolder, và Oldřich Švestka) có lập trường chống cải cách. Brezhnev quyết định thoả hiệp. Các đại biểu Đảng Cộng sản Tiệp Khắc tái xác nhận sự trung thành của họ với Khối hiệp ước Warszawa và hứa hẹn ngăn chặn các khuynh hướng "chống chủ nghĩa xã hội", ngăn cản sự hồi phục của Đảng Dân chủ Xã hội Tiệp Khắc, và kiểm soát báo chí một cách hiệu quả hơn. Những người Xô viết đồng ý rút quân (vẫn ở Tiệp Khắc sau cuộc tập luyện vào tháng 6) và cho phép Đại hội đảng ngày 9 tháng 9 diễn ra.
Ngày 3 tháng 8 các đại biểu từ Liên xô, Đông Đức, Ba Lan, Hungary, Bulgaria, và Tiệp Khắc họp tại Bratislava và ký Tuyên bố Bratislava. Tuyên bố tái khẳng định sự trung thành không thể lay chuyển với Chủ nghĩa Mác-Lenin và chủ nghĩa vô sản quốc tế và tuyên bố một cuộc chiến đấu không ngừng nghỉ chống lại tư tưởng "tư sản" và mọi thế lực "chống chủ nghĩa xã hội". Liên xô thể hiện ý định can thiệp vào một quốc gia thuộc Khối hiệp ước Warszawa nếu một hệ thống "tư sản" —một hệ thống đa đảng gồm nhiều đảng chính trị đại diện cho các phe phái khác nhau — được hình thành. Sau hội nghị Bratislava, quân đội Liên xô rời lãnh thổ Tiệp Khắc nhưng vẫn đóng dọc theo biên giới nước này.

### Cuộc tấn công của Khối Hiệp ước Warszawa
Khi những cuộc đàm phán đó không mang lại kết quả như mong đợi, những người Liên Xô bắt đầu xem xét một hành động quân sự. Chính sách của Liên xô trấn áp các chính phủ các quốc gia vệ tinh buộc họ phải gắn các lợi ích quốc gia với các lợi ích của "Khối Đông Âu" (thông qua hành động quân sự nếu cần thiết) bắt đầu được gọi là Học thuyết Brezhnev. Đêm ngày 20-21 tháng 8 năm 1968, quân đội các nước thuộc khối Warszawa — Liên xô, Bulgaria, Ba Lan và Hungary—xâm lược Tiệp Khắc.
Đêm hôm đó, 200,000 lính Khối hiệp ước Warszawa và 2,000 xe tăng tiến vào Tiệp Khắc. Đầu tiên họ chiếm Sân bay quốc tế Ruzyně, nơi quân lính tiếp tục được không vận tới. Các lực lượng Tiệp Khắc bị cấm trại và bị bao vây cho tới khi mối đe doạ về một cuộc phản công đã bị loại bỏ. Tới sáng ngày 21 tháng 8 Tiệp Khắc đã bị chiếm đóng.
Cả România và Albania đều không tham gia vào cuộc tấn công, Albania rút khỏi Khối hiệp ước Warszawa năm 1962. Trong cuộc tấn công của quân đội Khối Warszawa, 72 người Séc và người Slovak đã bị giết hại (19 trong số đó tại Slovakia), 266 người bị thương nặng và 436 người khác bị thương nhẹ. Ban lãnh đạo Đảng Cộng sản Tiệp Khắc ra thông cáo trên đài phát thanh lên án cuộc xâm lăng của Liên Xô và đồng minh, gọi đó là hành động "trái hoàn toàn với nguyên tắc quan hệ giữa các nước xã hội chủ nghĩa, và xâm phạm những yếu tố cơ bản nhất của quan hệ quốc tế". Đảng Cộng sản Tiệp Khắc cũng kêu gọi mọi công dân "giữ bình tĩnh, không kháng cự quân đội nước ngoài, vì việc bảo vệ biên giới lãnh thổ đã không còn khả thi". Chủ tịch Tiệp Khắc Ludvik Svoboda ra lệnh cho quân đội không chống cự và ở lại trong doanh trại. Alexander Dubček kêu gọi người dân không kháng cự. Tuy nhiên, có sự kháng cự lẻ tẻ trên các đường phố. Các biển hiệu tại các thị trấn có mũi tên chỉ hướng đến Moscow bị phá huỷ hay bị sơn đè lên. Nhiều làng mạc đổi tên thành "Dubcek" hay "Svoboda"; không có các thiết bị dẫn đường, Quân đội Khối Hiệp ước thường bị lạc.
Dù trong đêm diễn ra cuộc tấn công, Đoàn chủ tịch Tiệp Khắc tuyên bố rằng quân đội Khối Warszawa đã vượt biên giới mà không thông báo cho chính phủ Tiệp Khắc, báo chí Liên Xô đã in một yêu cầu không có chữ ký, được cho là của đảng cộng sản Tiệp Khắc và các lãnh đạo nhà nước, về sự "hỗ trợ ngay lập tức, gồm hỗ trợ quân sự". Hệ thống truyền thông của Liên Xô, Ba Lan, Đông Đức nói họ vào "trợ giúp ban lãnh đạo Đảng Cộng sản anh em Tiệp Khắc chống lại các phần tử phản động". Tại Đại hội đảng lần thứ 14 của Đảng Cộng sản Tiệp Khắc (được tổ chức bí mật, ngay sau sự can thiệp), có sự nhấn mạnh rằng không thành viên nào của ban lãnh đạo yêu cầu sự can thiệp. Những bằng chứng gần đây hơn cho thấy một số thành viên thân Liên Xô bên trong Đảng Cộng sản Tiệp Khắc (gồm Biľak, Švestka, Kolder, Indra, và Kapek) quả thực có gửi một yêu cầu can thiệp tới chính phủ Liên Xô. Sau cuộc xâm lược là một làn sóng di cư, lớn chưa từng có, và cũng chấm dứt ngay sau đó. Ước tính 70,000 người đã bỏ đi ngay lập tức, và con số tổng cộng lên tới 300,000 người. Quân Liên Xô và đồng minh không bắt được nhóm phản cách mạng nào vì thực tế không có tổ chức đối lập chống chính quyền nào. Người bị bắt chính là Alexander Dubcek, thủ tướng Oldrich Cernik, chủ tịch Quốc hội Josef Smyrkovsky. Người Liên Xô bí mật đưa họ về Moscow bằng máy bay. Ban lãnh đạo Tiệp Khắc bị Brezhnev ép phải ký một văn bản chấp nhận để nước họ hoàn toàn phục tùng Liên Xô được gọi là Moscow Protocol, văn bản này ghi bản chất của chế độ xã hội chủ nghĩa tại Tiệp Khắc phải là chủ nghĩa cộng sản nếu không Brezhnev sẽ xóa sổ nước họ, tách Slovakia để nhập vào Liên Xô. Hai vùng còn lại, Bohemia và Moravia sẽ chỉ còn quy chế tự trị do Liên Xô quản lý. Để bảo toàn lãnh thổ, ban lãnh đạo Tiệp Khắc đã chấp nhận Moscow Protocol.
Các hành động phản kháng bất bạo động diễn ra trên cả nước. Vài ngày sau, các hội đồng địa phương và chi bộ Đảng Cộng sản ở các cấp đồng loạt họp và ra các tuyên bố phản đối Khối Warszawa chiếm đóng. Ngày 22/08, Đảng Cộng sản Tiệp Khắc họp Đại hội lần thứ 14, phiên bất thường, ở một nhà máy thuộc Praha. Các đại biểu tham gia thông qua nghị quyết tuyên bố "Cộng hòa Xã hội Chủ nghĩa Liên bang Tiệp Khắc sẽ không chấp nhận bất cứ một chính quyền, một bộ máy hành chính chiếm đóng nào của quân đội nước ngoài". Nghị quyết đòi Liên Xô thả những người bị bắt, và yêu cầu để mọi cơ quan nhà nước hoạt động bình thường. Đại hội nhấn mạnh "Tình trạng đất nước như xảy ra ngày 20/08 sẽ không thể tồn tại lâu dài". Sang ngày 23/08, Tiệp Khắc tổng đình công.
Người Liên Xô gắn cuộc tấn công với "Chủ nghĩa Brezhnev" cho rằng Liên bang Xô viết có quyền can thiệp bất cứ khi nào một quốc gia thuộc Khối Đông Âu có vẻ đang có hành động hướng tới chủ nghĩa tư bản. Tuy nhiên, vẫn có một số điều chưa chắc chắn, về việc điều kiện nào, nếu có, đã xảy ra để khiến quân đội Khối Warszawa can thiệp. Những ngày dẫn tới cuộc tấn công thực sự là một giai đoạn yên tĩnh không có bất kỳ một sự kiện lớn nào diễn ra ở Tiệp Khắc. Sau năm 1968, quân Liên Xô vẫn ở lại vùng Đông của Tiệp Khắc cho đến hết Chiến tranh Lạnh. Leonid Brezhnev qua đời năm 1982 nhưng phải đến năm 1988, Mikhail Gorbachev mới tuyên bố từ bỏ học thuyết ngoại giao - quân sự này.

### Phản ứng trước cuộc xâm lược

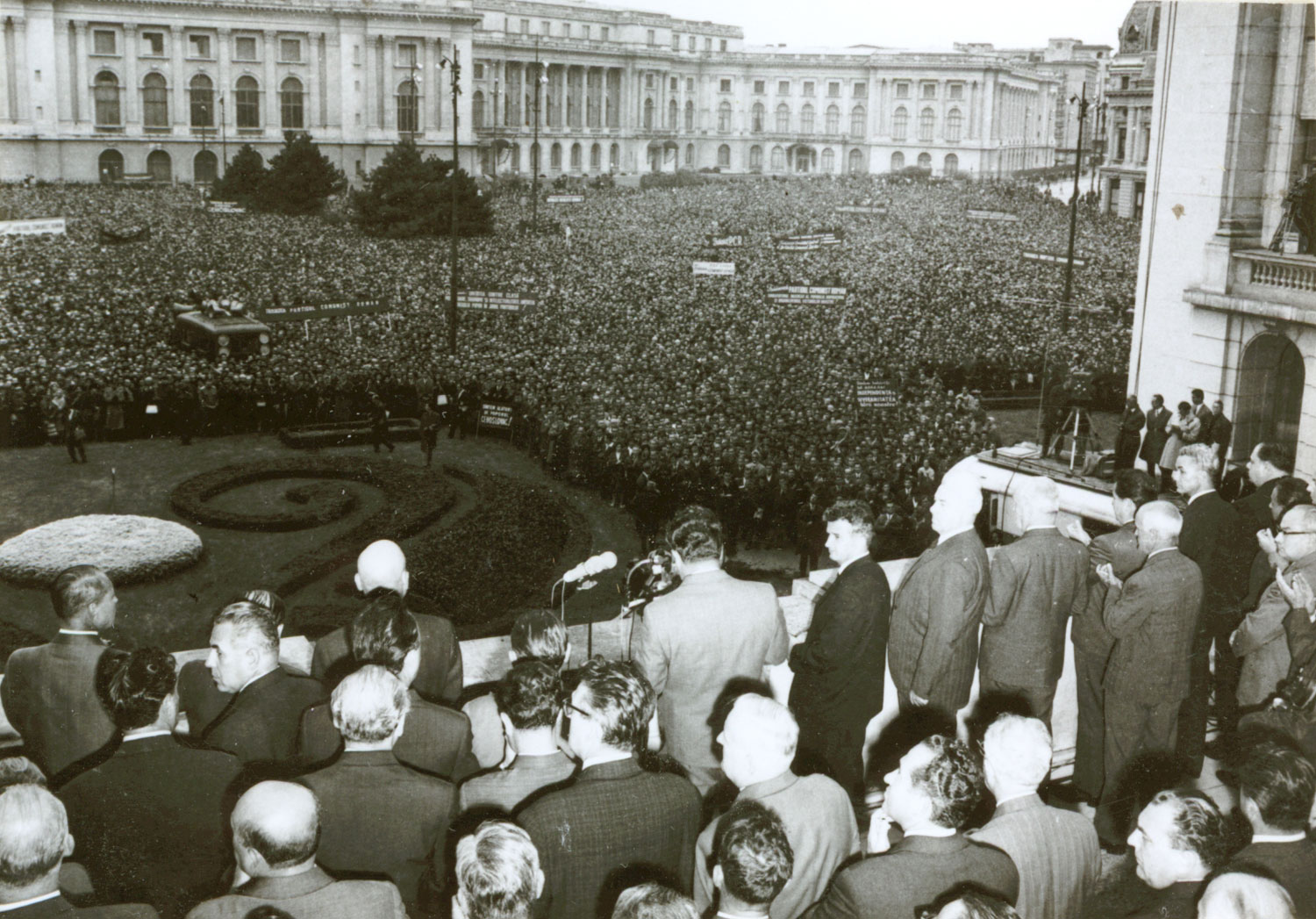
Chủ tịch Romania Nicolae Ceauşescu có một bài diễn văn chỉ trích cuộc xâm lược trước một đám đông tại Bucharest, ngày 21 tháng 8 năm 1968

Tại Tiệp Khắc, sự phản đối của dân chúng với cuộc xâm lược được thể hiện bằng nhiều hành động phản kháng đồng thời và phi bạo lực. Ngày 19 tháng 1 năm 1969, sinh viên Jan Palach tự thiêu tại Quảng trường Wenceslas ở Praha để phản đối sự trấn áp quyền tự do ngôn luận mới được tái lập. Sự phản đối của dân chúng khiến Liên bang Xô viết phải từ bỏ kế hoạch ban đầu loại bỏ vị Bí thư thứ nhất. Dubček, đã bị bắt giữ vào đêm ngày 20 tháng 8, bị đưa về Moscow cho các cuộc đàm phán. Tại đó, ông và nhiều nhà lãnh đạo khác đã ký, nhưng dưới áp lực tâm lý lớn từ các chính trị gia Liên xô, Nghị định thư Moscow và hai bên đồng ý rằng Dubček sẽ tiếp tục tại vị và một chương trình cải cách ôn hoà sẽ tiếp tục.

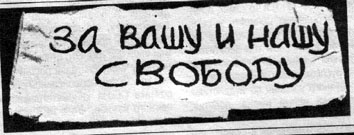
Băng rôn phản đối bằng tiếng Nga viết "Vì tự do của các bạn và của chúng tôi"

Vào ngày 25 tháng 8 năm 1968, các công dân Liên Xô không ủng hộ cuộc tiến công biểu tình trên Quảng trường Đỏ; tám người biểu tình có mang theo các băng rôn với các khẩu hiệu chống lại cuộc tấn công của Khối Hiệp ước. Những người biểu tình đã bị bắt giữ và sau này bị trừng phạt; cuộc biểu tình bị chụp mũ là "phản Cách mạng".
Một hiệu ứng được phát biểu nhiều hơn diễn ra tại nước Cộng hòa Xã hội Chủ nghĩa Romania, nơi lãnh đạo nước này Nicolae Ceauşescu, đã là một người đối lập mạnh với các ảnh hưởng từ Liên xô và tự tuyên bố mình là một người ủng hộ Dubček, có một bài phát biểu công khai tại Bucharest trong ngày diễn ra cuộc xâm lược, lên án các chính sách của Liên xô với những lời lẽ mạnh mẽ. Tại Phần Lan, một quốc gia nằm dưới một số ảnh hưởng chính trị của Liên xô, vụ xâm lược đã gây ra một scandal lớn. Như Italia và Pháp Các Đảng Cộng sản, Đảng Cộng sản Phần Lan bác bỏ sự chiếm đóng. Tuy vậy, Tổng thống Phần Lan Urho Kekkonen là chính trị gia phương Tây đầu tiên chính thức tới thăm Tiệp Khắc sau tháng 8 năm 1968; ông nhận được sự đón tiếp ở mức vinh dự cao nhất từ chủ tịch Ludvík Svoboda, ngày 4 tháng 10 năm 1969. Tổng bí thư Đảng Cộng sản Bồ Đào Nha Álvaro Cunhal là một trong số ít lãnh đạo chính trị từ Tây Âu đã ủng hộ cuộc xâm lược là phản cách mạng. cùng với Đảng Cộng sản Luxembourg và các nhóm bảo thủ trong Đảng Cộng sản Hy Lạp.

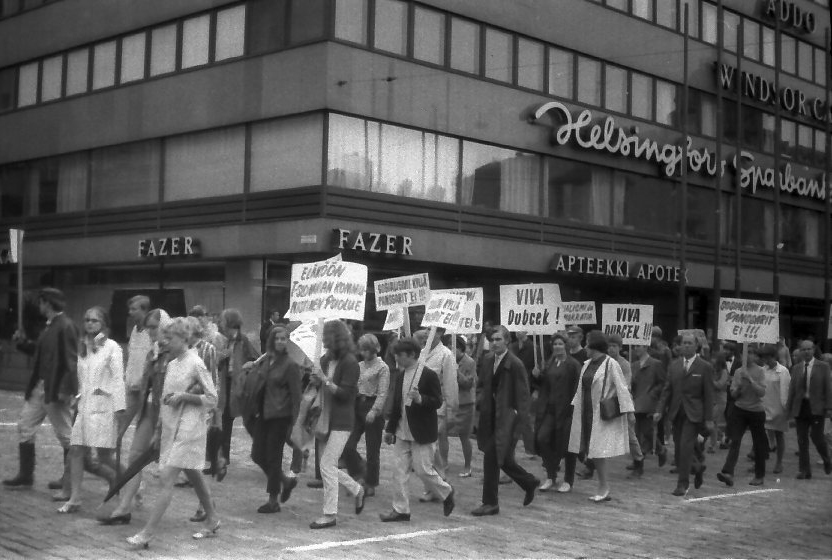
Cuộc tuần hành tại Helsinki phản đối xâm lược Tiệp Khắc

Các quốc gia phương Tây chỉ đưa ra những lời chỉ trích sau cuộc xâm lược. Đêm diễn ra cuộc xâm lược Canada, Đan Mạch, Pháp, Paraguay, Anh Quốc và Hoa Kỳ yêu cầu một cuộc họp của Hội đồng Bảo an Liên hiệp quốc. Tại cuộc họp, đại sứ Tiệp Khắc Jan Muzik bác bỏ cuộc xâm lược. Đại sứ Liên xô Jacob Malik nhấn mạnh rằng những hành động của Khối hiệp ước Warszawa là "sự giúp đỡ anh em" chống lại "các lực lượng chống xã hội". Ngày hôm sau, nhiều quốc gia đề nghị một nghị quyết lên án sự can thiệp và kêu gọi rút quân ngay lập tức. Cuối cùng, một cuộc bỏ phiếu diễn ra. Mười thành viên ủng hộ đề nghị; Algérie, Ấn Độ và Pakistan bỏ phiếu trắng; Liên xô (với quyền phủ quyết) và Hungary phản đối. Các đại biểu Canada ngay lập tức đưa ra một đề xuất khác đòi một đại diện Liên hiệp quốc tới Praha và làm việc theo hướng đòi thả các lãnh đạo Tiệp Khắc đang bị giam giữ. Tới ngày 26 tháng 8 một cuộc bỏ phiếu khác diễn ra, nhưng một đại diện Tiệp Khắc mới yêu cầu toàn bộ vấn đề bị loại ra khỏi chương trình nghị sự của Hội đồng Bảo an. Chính phủ Hoa Kỳ đã gửi Shirley Temple Black tới Praha trong tháng 8 năm 1968 chuẩn bị trở thành đại sứ Hoa Kỳ đầu tiên ở Tiệp Khắc tự do. Hai thập kỷ sau, khi Tiệp Khắc đã độc lập, Black là đại sứ Hoa Kỳ đầu tiên tại nước này.

## Hậu quả

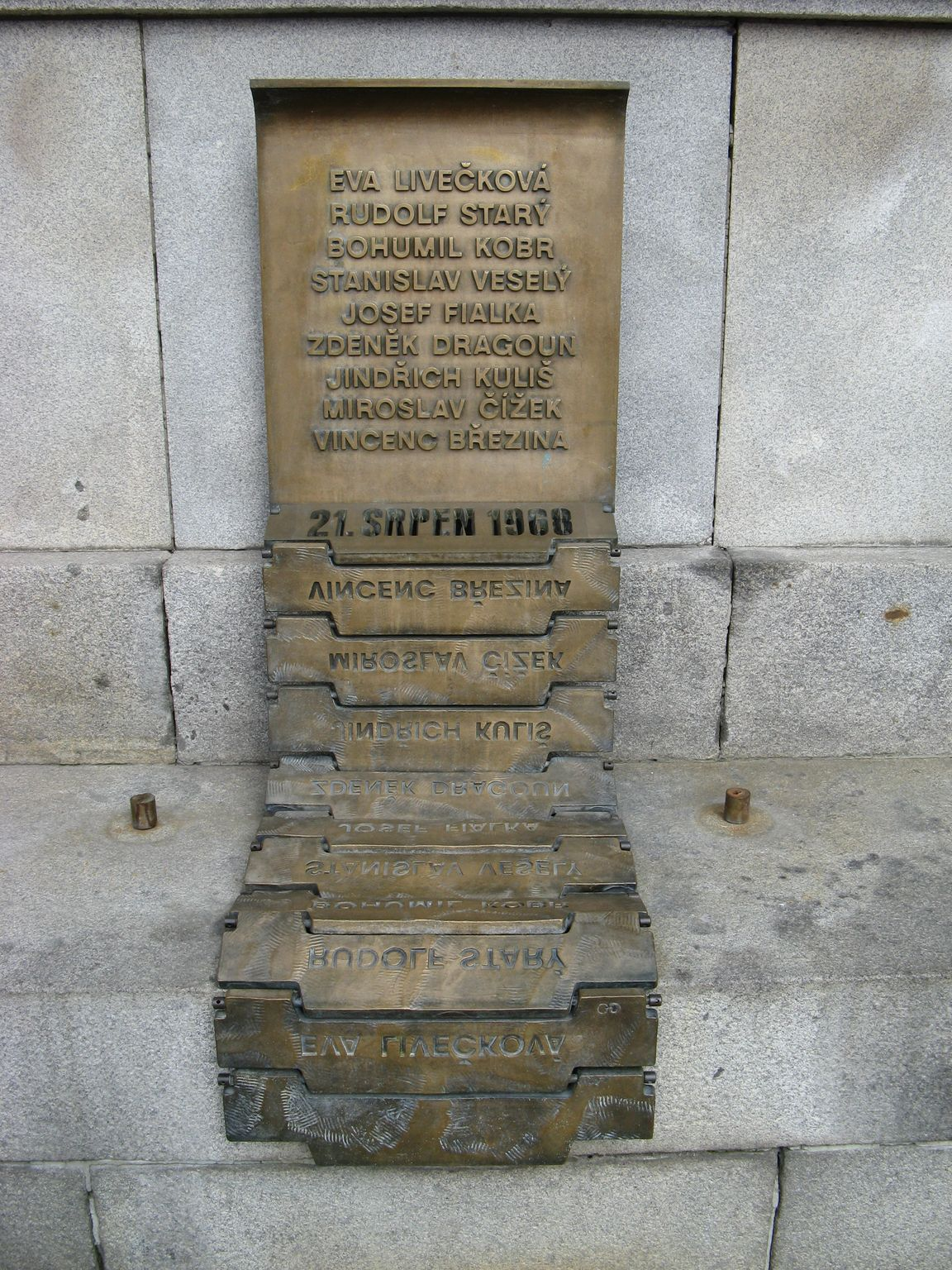
Đài tưởng niệm những nạn nhân của cuộc xâm lược, tại Liberec

Ngày 27/08/1968, Alexander Dubcek quay trở về Praha để áp dụng các thỏa thuận với Moscow. Tháng 4 năm 1969, Dubček bị thay thế khỏi chức vụ Bí thư thứ nhất bởi Gustáv Husák, và một giai đoạn "bình thường hóa" bắt đầu. Sau khi rời chức vụ cao nhất trong Đảng, ông vẫn làm chủ tịch nghị viện Liên bang, rồi bị giáng xuống làm đại sứ Tiệp Khắc ở Thổ Nhĩ Kỳ. Năm 1970, Dubcek bị khai trừ khỏi Đảng Cộng sản Tiệp Khắc và được trao cho một công việc tại sở kiểm lâm.
Husák đã đảo ngược các biện pháp cải cách của Dubček, thanh trừng các thành viên tự do trong đảng, và loại bỏ khỏi các văn phòng nhà nước các cá nhân chuyên môn và trí thức đã công khai thể hiện sự bất bình với sự chuyển tiếp chính trị. Husák tái lập quyền lực của cảnh sát và tăng cường quan hệ với các quốc gia xã hội chủ nghĩa khác. Ông cũng tìm cách tái tập trung hoá nền kinh tế, bởi một số lượng lớn các quyền tự do đã được trao cho các ngành công nghiệp trong thời kỳ diễn ra phong trào Mùa xuân Praha. Việc bình luận về chính trị một lần nữa bị ngăn cấm trên truyền thông chính thức và những lời tuyên bố chính trị của bất kỳ ai không được coi là "tin tưởng hoàn toàn về chính trị" đều bị ngăn cấm. Sự thay đổi lớn duy nhất còn tồn tại là việc liên bang hoá đất nước, tạo ra Cộng hòa Xã hội chủ nghĩa Séc và Cộng hòa Xã hội chủ nghĩa Slovak năm 1969.
Năm 1987, lãnh đạo Liên xô Mikhail Gorbachev thừa nhận rằng các chính sách tự do hoá glasnost và perestroika của ông rất giống với "chủ nghĩa xã hội với khuôn mặt người" của Dubček. Với sự sụp đổ của chủ nghĩa xã hội năm 1989, Dubček trở thành chủ tịch nghị viện liên bang thuộc chính quyền Havel. Khi được hỏi về sự khác biệt giữa Mùa xuân Praha và những cuộc cải cách của Gorbachev, một người phát ngôn Bộ Ngoại giao đã trả lời, "Mười chín năm."
Sau khi chủ nghĩa cộng sản sụp đổ tại Tiệp Khắc trong cuộc Cách mạng Nhung năm 1989, Dubček được bầu làm Chủ tịch Nghị viện Liên bang, chức vụ mà ông giữ tới tận tháng 6 năm 1992. Cuối cùng ông lãnh đạo Đảng Dân chủ Xã hội Slovakia, và phát biểu chống lại việc giải tán Tiệp Khắc trước khi mất tháng 11 năm 1992.
Sự can thiệp quân sự của Liên Xô vào Tiệp Khắc tuy đã ngăn được những cuộc nổi dậy ở đất nước này nhưng cũng gây chia rẽ sâu sắc phong trào cộng sản ở Đông Âu và trên toàn thế giới. Ở Romania, Tổng thống Nicolae Ceaușescu đã phê phán mạnh mẽ việc Liên Xô xâm lược Tiệp Khắc, và ông đã kêu gọi người dân nước này nổi dậy đấu tranh chống lại Moscow. Truyền thông Trung Quốc công khai mô tả Liên Xô là "Đế quốc Xô viết". Thủ tướng Trung Quốc Chu Ân Lai đã chỉ trích Moscow gay gắt và cũng kêu gọi người dân Tiệp Khắc hãy tiếp tục chiến đấu chống lại Liên Xô, còn Liên Xô thì công khai tố cáo Trung Quốc "phản bội lại chủ nghĩa cộng sản quốc tế". Mao Trạch Đông quan ngại rằng Liên Xô sẽ sử dụng Học thuyết Brezhnev để đưa quân vào biên giới Trung-Xô theo mệnh lệnh của một số nhân vật bất đồng chính kiến ở Trung Quốc. Thế là cả hai nước đã cùng nhau triển khai hàng trăm nghìn quân ở biên giới Trung-Xô. Albania tuyên bố rời khỏi Khối Warszawa để bày tỏ sự phản đối việc Liên Xô xâm lược Tiệp Khắc. Các đảng cộng sản Pháp, Ý, Phần Lan, Tây Ban Nha, Hy Lạp cũng đều xa lánh Liên Xô nhưng bị chia rẽ nghiêm trọng. Đảng Cộng sản Mỹ cũng bị chia rẽ nghiêm trọng sau sự kiện này. Nhiều nhà trí thức cánh tả "vỡ mộng" với Liên Xô. Jean-Paul Sartre, trí thức thiên tả hàng đầu của Pháp, hoàn toàn đoạn tuyệt với đường lối của Liên Xô và dành trí tuệ của mình cho "giới trẻ cách mạng ở Pháp". Những người cộng sản trẻ xoay sang ủng hộ mô hình 'Cộng sản châu Âu' (Eurocommunism) cho rằng cần đi lên chủ nghĩa xã hội 'trong hòa bình, đa nguyên'. Đây là sự bác bỏ nền chuyên chính vô sản của Lenin để trở về với chủ trương đấu tranh nghị trường của phong trào xã hội chủ nghĩa theo Quốc tế II từng được Friedrich Engels ủng hộ. Chủ nghĩa cộng sản theo mô hình Liên Xô ở châu Âu đã bị chính Brezhnev làm mất uy tín nhiều thập niên trước khi quốc gia này tan rã.

### Dấu ấn văn hoá
Mùa xuân Praha càng làm vỡ mộng nhiều người cánh tả ở phương Tây có quan điểm Mác-Lenin. Nó góp phần vào sự phát triển các ý tưởng thành lập ra "chủ nghĩa Cộng sản Tây Âu", tìm cách tách xa khỏi Liên xô, và cuối cùng dẫn tới sự giải tán nhiều nhóm trong số đó.
Một thập kỷ sau, một giai đoạn tự do hóa chính trị của Trung Quốc được gọi là Mùa xuân Bắc Kinh. Nó cũng một phần gây ảnh hưởng tới phong trào Mùa xuân Croatia tại Nam Tư. Trong một cuộc nghiên cứu năm 1993 tại Séc, 60% người tham gia có một ký ức cá nhân liên quan tới Mùa xuân Praha trong khi 30% người khác quen thuộc với các sự kiện ở một số hình thức khác.
Sự kiện này đã được đề cập trong âm nhạc đại chúng, gồm bài hát của Karel Kryl, Luboš Fišer Requiem, và Music for Prague 1968 của Karel Husa. "They Can't Stop The Spring", một bài hát của nhà báo và nghệ sĩ sáng tác người Ireland John Waters, đã đại diện cho Ireland tại Eurovision Song Contest năm 2007. Waters đã miêu tả nó là "một kiểu chào mừng của người Celtic với các cuộc cách mạng Đông Âu và những kết quả của nó", trích dẫn câu nói được cho là của Dubček: "Họ có thể dẫm đạp hoa, nhưng họ không thể ngăn cản mùa xuân."
Mùa xuân Praha cũng xuất hiện trong văn học. Milan Kundera đã nghiền ngẫm tác phẩm The Unbearable Lightness of Being của mình trong thời gian diễn ra phong trào Mùa xuân Praha. Nó đi theo những tác động của sự hiện diện ngày càng tăng của Liên xô và sự kiểm soát cảnh sát độc tài với dân chúng. Một bộ phim chuyển thể vào năm 1988. Những người giải phóng, của Viktor Suvorov, là một miêu tả của một chứng nhân về cuộc xâm lược Tiệp Khắc năm 1968, từ quan điểm của một sĩ quan xe tăng Liên xô. Rock 'n' Roll, một vở kịch của nhà soạn kịch Tom Stoppard, có đề cập đến Mùa xuân Praha, cũng như cuộc Cách mạng Nhung năm 1989.
Heda Margolius Kovály cũng chấm dứt cuốn hồi ký của mình Under a Cruel Star với một lời đề cập tới Mùa xuân Praha và cuộc xâm lược sau đó, và những cảm nhận của bà về các sự kiện đó.
Ngoài chuyển thể kịch bản phim của tác phẩm The Unbearable Lightness of Being, cũng có một bộ phim Pelíšky của đạo diễn Jan Hřebejk và tác giả kịch bản Petr Jarchovský, thể hiện các sự kiện của Mùa xuân Praha, dù nó nói nhiều hơn về giai đoạn bình thường hoá. Bộ phim âm nhạc Séc, Những kẻ nổi loạn của Filip Renč, cũng thể hiện các sự kiện và cuộc xâm lược sau đó cũng như làn sóng di cư.
Số 68 đã trở thành biểu tượng tại Tiệp Khắc cũ. Vận động viên Hockey Jaromír Jágr mặc số này bởi tầm quan trọng của nó trong lịch sử Tiệp Khắc. Một nhà xuất bản cũ có trụ sở tại Toronto, 68 Publishers, xuất bản những cuốn sách của các tác gia người Séc và Slovak đang sống lưu vong, lấy tên theo sự kiện đó.